# الدوري الجنوبي لكرة القدم 1962–63
الدوري الجنوبي لكرة القدم 1962–63 (بالإنجليزية: 1962–63 Southern Football League)‏ هو موسم من الدوري الجنوبي الممتاز. فاز فيه نادي كامبريدج ستي.